# Pedro Miguel
Pedro Miguel é uma freguesia portuguesa do município da Horta, na Ilha do Faial, Região Autónoma dos Açores, com 14,71 km² de área e 737 habitantes (censo de 2021). A sua densidade populacional é 50,1 hab./km².
A sede de freguesia dista da cidade da Horta 6 km.

## Demografia
A população registada nos censos foi:
| Distribuição da População por Grupos Etários | Distribuição da População por Grupos Etários | Distribuição da População por Grupos Etários | Distribuição da População por Grupos Etários | Distribuição da População por Grupos Etários |
| -------------------------------------------- | -------------------------------------------- | -------------------------------------------- | -------------------------------------------- | -------------------------------------------- |
| Ano                                          | 0-14 Anos                                    | 15-24 Anos                                   | 25-64 Anos                                   | > 65 Anos                                    |
| 2001                                         | 146                                          | 131                                          | 361                                          | 85                                           |
| 2011                                         | 140                                          | 85                                           | 452                                          | 82                                           |
| 2021                                         | 117                                          | 82                                           | 412                                          | 126                                          |

## História, Monumentos e Museus
A freguesia de Pedro Miguel situa-se num extenso vale (graben), entre a Lomba dos Frades (horst) e a Lomba Grande (Horst), é atravessado pela Ribeira de Pedro Miguel.
Esta localidade deve o seu nome a um certo Pedro Miguel, certamente um dos seus primeiros habitantes. No sítio de Grota Funda, uma cratera vulcânica onde foram encontrados fragmentos de carvão vegetal. Junto dela, situa-se uma fonte.
A freguesia de Pedro Miguel foi fundada em 1600, ano em que também teve início a construção da igreja paroquial.
Teve um fortim denominado Forte Baixo, para vigiar o seu pequeno cais piscatório. Segundo frei Diogo das Chagas, em 1643, a freguesia de N. Sra. da Ajuda tinha 384 habitantes, distribuídos por 113 fogos. ("Espelho Cristalino", pág. 478)

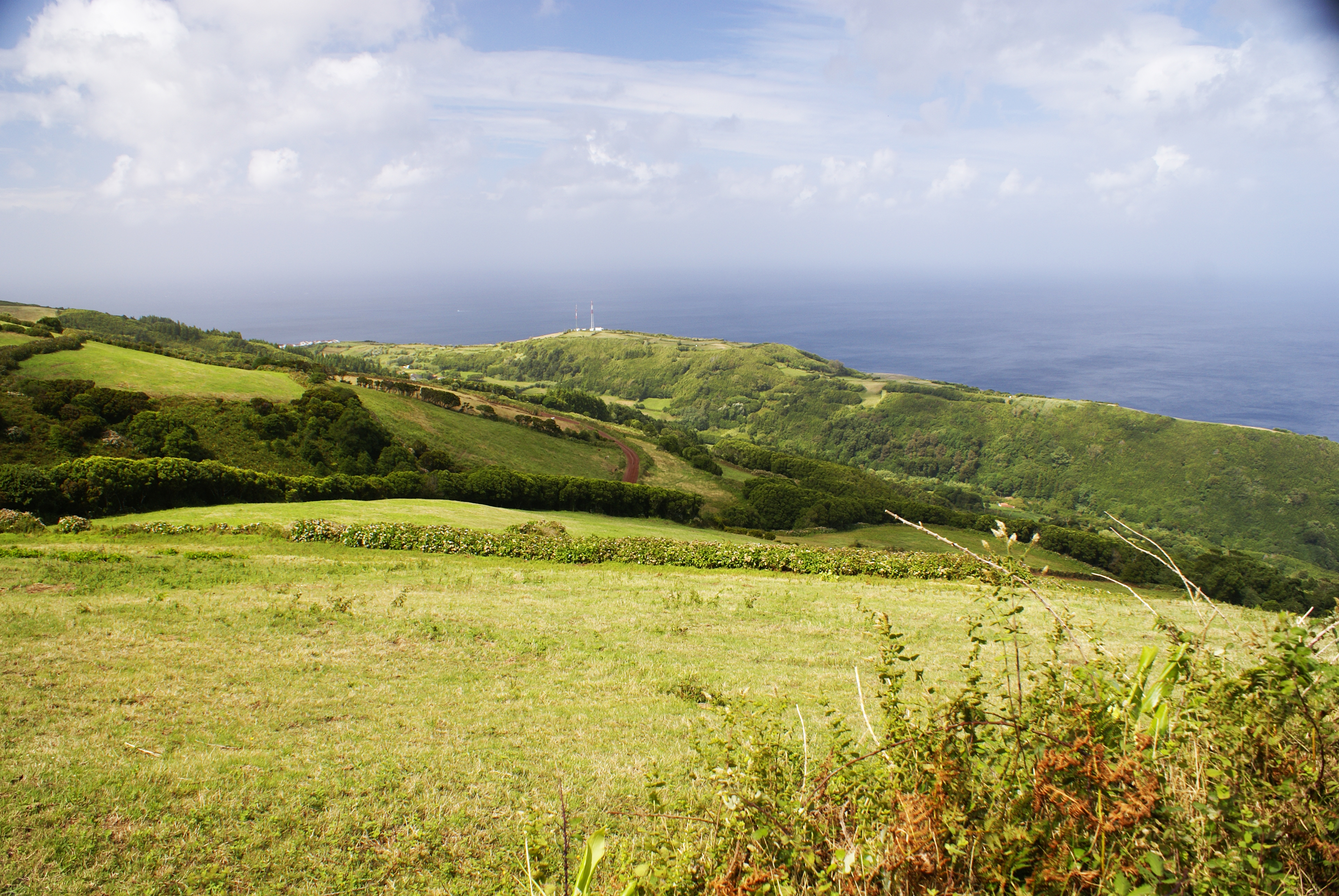
Graben de Pedro Miguel, Pedro Miguel.

No ano de 1867, a atividade pecuária e a indústria de laticínios era uma importante fonte de rendimento na freguesia. Chegou-se a fabricar grande quantidade de manteiga para exportação. Era ainda cultivado cereais e os mais variados géneros alimentícios, e alguma laranja. Em 1871, Pedro Miguel tinha uma população de 1757 habitantes, distribuídos por 425 fogos. Tinha então duas escolas de instrução primária, uma masculina e outra feminina. Juntamente com as freguesias da Ribeirinha e da Praia do Almoxarife, formavam um "distrito de Juiz de Paz" e era sede da Assembleia Eleitoral das ditas freguesias.
A sua igreja foi grande parte destruída com o Sismo de 9 de Julho de 1998 e pelo incêndio que lhe sucedeu. Era um templo espaçoso, de três naves e uma fachada apresentando uma torre sineira ao centro, destacada, formando um átrio de arcadas, em frente à porta principal, a igreja dedica a sua capela-mor a N.ª Sra. da Ajuda. Segundo Silveira Macedo, nela se conserva o sacrário com o SS.º Sacramento os dois altares laterais, dedicados um ao Bom Jesus e outro à Sagrada Família. (História das Quatro Ilhas que formam o Distrito da Horta)
O Jardim Botânico do Faial criou o Núcleo de Pedro Miguel na parte alta da freguesia, para reforçar o seu objectivo no estudo e na conservação da flora açoriana (inserida na área da Macaronésia). Pretende-se criar em Pedro Miguel um museu etnográfico.